# 變魮脂鯉
變魮脂鯉，為輻鰭魚綱脂鯉目脂鯉亞目脂鯉科的其中一個種，為熱帶淡水魚，分布於南美洲鑫谷河流域，體長可達2.7公分，棲息在沙泥底質、水質清澈且植物生長茂密的淺水域，生活習性不明。

## 扩展阅读
- 維基物種上的相關：變魮脂鯉